# Triodontella castiliana
Triodontella castiliana är en skalbaggsart som beskrevs av Baraud 1961. Triodontella castiliana ingår i släktet Triodontella och familjen Melolonthidae. Inga underarter finns listade i Catalogue of Life.